# Stazione di Savignano Centro
La stazione di Savignano Centro, già stazione di Savignano Comune, è una fermata ferroviaria posta sulla linea Casalecchio-Vignola, gestita dalle Ferrovie Emilia Romagna. Serve il territorio comunale di Savignano sul Panaro.

## Storia
La fermata di Savignano Centro venne attivata contemporaneamente alla linea, il 28 ottobre 1938.
Dopo la soppressione del trasporto passeggeri sulla linea, nel 1967, seguita dalla fine del trasporto merci nel 1995, la fermata venne riattivata il 19 settembre 2004.

## Movimento
Il servizio passeggeri è costituito dai treni della linea S2A (Bologna Centrale - Vignola) del servizio ferroviario metropolitano di Bologna, cadenzati a frequenza oraria con rinforzi semiorari nelle ore di punta.
I treni sono effettuati da Trenitalia Tper nell'ambito del contratto di servizio stipulato con la regione Emilia-Romagna.
A novembre 2019, la stazione risultava frequentata da un traffico giornaliero medio di circa 299 persone (150 saliti + 149 discesi).